# While You Weren't Looking
While You Weren't Looking es una película dramática sudafricana de 2015 dirigida por Catherine Stewart.

## Sinopsis
Veinte años después del fin del apartheid, Dez y Terri son una pareja de lesbianas interracial que vive en uno de los suburbios más prósperos de Ciudad del Cabo. Su hija adoptiva, Asanda, que tiene 18 años, es de herencia racial mixta. Dez y Terri están siendo destrozadas por sus inseguridades maritales, mientras que también enfrentan la presión social para "ser normales" y "encajar", a pesar de la amplia gama de derechos LGBT garantizados por el régimen posterior al apartheid. Asanda, está atrapada en la exploración de su propia sexualidad, vacilando entre su novio Greg y el queer "Tommy boy" Shado. El ama de llaves de la familia, que es del mismo municipio que Shado, deja en claro que no es bienvenida en el barrio de clase alta. Por el contrario, la primera visita de Asanda al municipio la hace sentir que no es "lo suficientemente negra". La relación en desarrollo entre Asanda y Shado obliga a Dez y Terri a confrontar sus propios prejuicios.
Se incluyen diversas tomas de la política racial y de género, desde las historias personales de los protagonistas, la voz de un profesor universitario e imágenes proyectadas en la película. Las subtramas ponen en contraste la vida de las lesbianas de los suburbios con la de las mujeres queer residentes en los municipios.

## Elenco
- Camilla Waldman como Terri
- Sandi Schultz como Dez
- Fezile Mpela como Joe Thulo
- Lionel Newton como Mack
- Petronella Tshuma como Asanda
- Thishiwe Ziqubu como Shado
- Jill Levenberg como Yasmin
- Pascual Wakefield como Greg
- Tina Jaxa como Milly
- Thembi Mtshali-Jones Gogo de Shado

## Producción
Se rodó en Cape Town durante 24 días y es una producción de Out in Africa Gay and Lesbian Film Festival. Recibió financiación del Fondo Fiduciario de Distribución de Loterías Nacional y apoyo adicional del Departamento de Comercio e Industria, así como una pequeña subvención de The Other Foundation.

## Lanzamiento
Se estrenó internacionalmente en el Festival de Cine Gay y Lésbico de Miami el 2 de mayo de 2015, y en Sudáfrica en el Festival Internacional de Cine de Durban el 20 de julio del mismo año.
Fue selección oficial de múltiples festivales de cine internacionales, que incluyen:
- Festival Internacional de Cine de Durban
- Festival de cine gay y lésbico de Miami[2][6]
- Frameline39 Festival Internacional de Cine LGBTQ de San Francisco[6]
- Festival de cine gay y lésbico de Turín[7]
- Festival de Cine Panafricano
- Outfest LA[8]
- Festival de Cine Africano de Nueva York[9]
- Cinema Queer Estocolmo[7]
- Centro de Cine de Utah[7]
- Festival Internacional de Cine Gay y Lésbico de Hamburgo[7]
- Festival Internacional de Cine de Palm Springs[10]
- Semana del cine feminista de Berlín[3]

## Recepción
La revista online Spling! le dio a la película un "satisfactorio" 6 de 10 estrellas, citando positivamente el fuerte talento local, la incorporación de la música y arte local, y la hermosa fotografía. La revisión también opinó que el tema de la aceptación LGBTQ, como se expone en la conferencia académica presentada en la película, está demasiado desconectado de la narrativa en sí, y también que cada subtrama era lo suficientemente compleja como para justificar un vehículo propio. Back Row fue más severa con respecto a los mismos temas, citando el grito del "enamorado profesor gay Mack" de que "si puedes 'queer' el género, puedes 'queer' cualquier cosa" como la noble tesis de la película, que pide la amplitud de miras y la aceptación de Sudáfrica para avanzar, pero luego la condena por no hacer coincidir su visión con el arte, en lugar de presentar diálogos torpes y actuaciones artificiales.
Calingasan, la consideró "convincente" y la elogió por abordar los problemas más importantes de la comunidad LGBTQ en Sudáfrica, mientras celebraba "la individualidad y la humanidad en su sentido más verdadero". La revisión de GLIFF encontró que el enfoque para lidiar con las relaciones LGBT, de clase y raciales es hábil y sensible, y el crítico Don Simpson consideró que las "interjecciones de una clase de teoría queer le brindan un intelectualismo que hábilmente complementa."

## Premios
| Año  | Premios                                                   | Categoría                                                                    | Nominado          | Resultado |
| ---- | --------------------------------------------------------- | ---------------------------------------------------------------------------- | ----------------- | --------- |
| 2015 | Manzana rosa                                              | Premio del público - Mejor largometraje                                      |                   | Ganador   |
| 2015 | Festival de Cine Queer Bremen                             | Premio del público - Mejor largometraje                                      |                   | Ganador   |
| 2015 | Festival Internacional de Cine Gay y Lésbico de Tampa Bay | Mejor largometraje narrativo                                                 | Catherine Stewart | Ganador   |
| 2015 | Festival Qfilm de Long Beach                              | Mejor Director                                                               | Catherine Stewart | Ganador   |
| 2016 | Premios de Cine y Televisión de Sudáfrica                 | Cuerno de oro de SAFTA al mejor logro en diseño de producción - Largometraje | Warren Grey       | Nominado  |